# LeMarcologi
LeMarcologi är ett samlingsalbum av Peter LeMarc från 1996.

## Låtlista
1. Starkare än ord
2. Sången dom spelar när filmen är slut
3. Det finns inga mirakel
4. Little Willie John
5. Ett av dom sätt
6. Tess
7. Tootoolah
8. Det finns inget bättre
9. Mellan dej och mej
10. Välkommen hem
11. Fyra steg i det blå
12. Lyckliga ögon
13. Ända till september
14. Sång för april
15. Mellan månen och mitt fönster
16. Vänta dej mirakel
17. Håll om mej
18. Gå hel ur det här

## Medverkande
- Peter LeMarc - (medverkande, upphovsman)

## Listplaceringar
| Lista (1996-1997) | Topplacering |
| ----------------- | ------------ |
| Sverige           | 2            |